# Adiantum incisum
Adiantum incisum är en kantbräkenväxtart som beskrevs av Peter Forsskål. Adiantum incisum ingår i släktet Adiantum och familjen Pteridaceae. Inga underarter finns listade.